# Голосов, Олег Викторович
Олег Викторович Голосов (5 августа 1934, Ташкент — 27 июня 2025) — советский и российский учёный-экономист; доктор экономических наук, профессор, действительный член Российской академии естественных наук. Заслуженный деятель науки Российской Федерации (1996).
Известный учёный в области информационных технологий бухгалтерского учёта экономического анализа и аудита, применения математических методов в экономических исследованиях. Является автором более 170 работ. Член редакционного совета журнала «Финансы и бизнес».

## Биография
Родился 5 августа 1934 года в Ташкенте.
В 1957 году окончил Московское высшее техническое училище (МВТУ) им. Н. Э. Баумана.
Работал в Красноярском педагогическом институте (ныне Красноярский государственный педагогический университет имени В. П. Астафьева, затем — заместителем начальника статистического управления Красноярского края.
В 1958—1965 годах О. В. Голосов работал на Норильском горно-металлургическом, Сорском молибденовом комбинатах, Красноярском алюминиевом заводе, занимался проблемами математического моделирования производственных процессов.
С 1965 года работал в Москве в ЦСУ СССР. В 1967 году получил научную степень кандидата технических наук. В 1971—1977 годах являлся директором Всесоюзного проектно-технологического института по методологии и механизации бухгалтерского учёта. Под руководством О. В. Голосова была разработана и внедрена индустриальная система проектирования систем обработки учётной информации, основанной на типизации первичной и отчетной документации и унификации технологических процедур.
В 1977—1986 годах работал в ВНИИ документоведения и архивного дела Главархива СССР. В 1985 году защитил докторскую диссертацию. С 1986 года — профессор Московского финансового института (МФИ, ныне Финансовый университет при Правительстве Российской Федерации), с 1988 года — проректор, заведующий кафедрой «Автоматизированная обработка экономической информации» этого вуза. Один из создателей и руководителей УМО в МФИ, О. В. Голосов продолжил деятельность научной школы В. С. Рожнова и В. Б. Либермана в области автоматизации обработки учётной информации. Под его руководством создана монография «Общесистемные основы аудита» — первая работа в отечественной и зарубежной литературе по системной теории аудита, основанной на использовании теоретико-множественного категорийного подхода и нечетких логик. В настоящее[уточнить] время О. В. Голосов — главный учёный секретарь Финансового университета при Правительстве РФ. Является Почётным профессором Финансового университета.
Профессор О. В. Голосов выступал научным консультантом по 24 успешно защищенным докторским диссертациям, около 40 его учеников стали кандидатами наук. На протяжении почти семнадцати лет он работал в ВАК РФ.
Умер 27 июня 2025 года в возрасте 90 лет.
Сын Алексей (род. 1955) — предприниматель, кандидат технических наук.

## Награды и звания
- Заслуженный деятель науки Российской Федерации (1996)[11];
- Почётный работник высшего образования Российской Федерации (2009);
- Действительный член Российской академии естественных наук (РАЕН) (2008);
- Медаль ордена «За заслуги перед Отечеством» II степени (2014)[12];
- Почётный знак «Заслуженный работник Ростовского экономического университета (РИНХ)»;
- Почётный профессор Оренбургского государственного университета;
- Почётный профессор Тамбовского государственного университета.